# Makszim Szerhijovics Kalinicsenko
Makszim Szerhijovics Kalinicsenko (Ukránul: Максим Сергійович Калиниченко; Harkov, 1979. január 26. –) ukrán válogatott labdarúgó, jelenleg a Tavrija Szimferopol játékosa. Posztját tekintve középpályás.
Az ukrán válogatott tagjaként részt vett a 2006-os világbajnokságon.

## Sikerei, díjai
Szpartak Moszkva
- Orosz bajnok (2): 2000, 2001
- Orosz kupagyőztes (2): 2003, 2008

## Külső hivatkozások
- Makszim Kalinicsenko a national-football-teams.com honlapján